# Cathédrale Saint-Nicolas de Babrouïsk
 (décembre 2022).
Si vous disposez d'ouvrages ou d'articles de référence ou si vous connaissez des sites web de qualité traitant du thème abordé ici, merci de compléter l'article en donnant les références utiles à sa vérifiabilité et en les liant à la section « Notes et références ».
Pour les articles homonymes, voir Cathédrale Saint-Nicolas.
La cathédrale Saint-Nicolas (en biélorusse : Свята-Мікалаеўскі сабор) est une cathédrale orthodoxe de Babrouïsk, en Biélorussie.